# Nic (Sänger)
Nic (* 9. April 1981 in Duisburg; eigentlich Mirco Harald Grunert) ist ein deutscher Schlagersänger. Bekannt wurde er 2006 mit dem Partyhit Einen Stern.

## Leben
Nach dem Abschluss der Schule absolvierte er eine Ausbildung zum Sozialpädagogenhelfer. Neben seiner beruflichen Tätigkeit war er in seiner Freizeit als DJ tätig. Bei einem Künstlertreffen in Dortmund lernte er den Musikproduzenten Peter Sebastian kennen, der ihn zu Probeaufnahmen nach Hamburg einlud. Aus dieser Zusammenarbeit entstand 2001 Nics Debütsingle Geschickt eingefädelt. Als der Song sich zu einem beliebten Stimmungshit entwickelte, beschloss Nic, sich auf seine Musikkarriere zu konzentrieren.
In Zusammenarbeit mit der Musikproduzentin Heike Hielscher nahm er 2005 die Single Hast wohl den Knall nicht gehört auf. Schließlich erschien 2006 produziert von Arnold Weß Nics Debütalbum Simsalabim. Die erste daraus ausgekoppelte Single Einen Stern (Original von Nik P.) wurde über den Sommer 2006 insbesondere in den Discotheken von Mallorca ein Partyhit.
Nachdem der Song Ende 2006 in die deutschen Singlecharts eingestiegen war, erhielt Nic einen Vertrag beim Plattenlabel EMI. Obwohl er anschließend weitere kleinere Charterfolge hatte, konnte Nic nicht mehr an den großen Erfolg von Einen Stern anknüpfen. Seit 2011 ist Nic bei dem Plattenlabel DA Music. Dort wurde am 26. August 2011 sein Album Was wäre wenn veröffentlicht.
Im Jahr 2014 wurde gegen den Sänger u. a. der Vorwurf der Vergewaltigung und häuslichen Gewalt gegen seine Ex-Freundinnen laut. Die Anschuldigungen waren im März 2016 Gegenstand eines Strafverfahrens am Landgericht Aachen, in dem Nic im April wegen widersprüchlicher Zeugenaussagen freigesprochen wurde.
Nic gab im Frühjahr 2018 sein Karriere-Ende bekannt. Im Januar 2019 heiratete er seine langjährige Freundin und Managerin Ela Grunert in Essen. Wenige Wochen später gab der Sänger über Facebook sein musikalisches Comeback bekannt.

## Diskografie

### Alben
- 2007: Simsalabim
- 2008: Küss mich
- 2010: Bitte bleib
- 2011: Was wäre wenn
- 2022: Die Liebe bebt

### Singles
- 2001: Geschickt eingefädelt
- 2002: Wenn du der letzte Engel im Himmel wärst
- 2006: Einen Stern
- 2007: Immer noch
- 2007: Ich will dich für immer
- 2008: Zwei weiße Pferde
- 2008: Es steht in deinen Augen
- 2009: Sweet Caroline
- 2010: Zwischen Himmel und Kölle
- 2010: Ich bin stark nur mit dir
- 2011: Einen Saphir
- 2011: Irgendwann (Seh’n wir uns wieder)
- 2012: Was wäre wenn
- 2015: Wovon träumst du
- 2015: Gibt es einen Morgen danach
- 2016: Ich geb nicht auf
- 2016: Weißer Stern von Alcunar
- 2018: Das war unsere Zeit
- 2021: Alles nur noch mit dir
- 2022: Ist mir egal (Was andere an uns stört)
- 2022: Die Liebe bebt